# Rox et Rouky (chanson)
Pour le film, voir Rox et Rouky.
Singles de Dorothée
Tchou, tchou le petit train
(1981) Hou ! La menteuse
(1982)
Rox et Rouky est une chanson de Dorothée.
À partir de 1979, Dorothée présente Disney Dimanche sur Antenne 2, une émission proposée et préparée par William Leymergie et mise à  l'antenne par Jacqueline Joubert. Fin 1981, pour le lancement du film d'animation Rox et Rouky, le tandem Porry / Salesses écrit une chanson dérivée du film qui sera interprétée par Dorothée. Elle aide ainsi à la promotion du nouveau long-métrage des studios Disney mais on ne la retrouve pas au générique du film.
Avec plus de 1 100 000 exemplaires vendus, Rox et Rouky fut le premier véritable succès commercial de Dorothée, Hou ! La menteuse n'étant sorti que quatre mois plus tard.

## Classement
| Pays   | Meilleure position | Nb de semaines dans le Top | Certification |           |
| ------ | ------------------ | -------------------------- | ------------- | --------- |
| France | #8                 | #25                        |               | 1 100 000 |

## Supports
| Année | Format   | Label                  | Catalogue         |
| ----- | -------- | ---------------------- | ----------------- |
| 1981  | 45 Tours | AB / Adès / Disneyland | VS 672F / POL 100 |